# Antonie Tătaru
Antonie Tătaru (n. 8 iunie 1974, Ciuturești, România) este un cleric ortodox de stil vechi din România, care îndeplinește în prezent funcția de episop de Bacău al Bisericii Ortodoxe de Stil Vechi din România.

## Biografie
Antonie Tătaru s-a născut la data de 8 iunie 1974, în satul Ciuturești din comuna Secuieni (județul Bacău), din părinții Vasile și Eugenia Tătaru. A primit la botez numele de Vasile Tătaru. Și-a petrecut copilăria în satul natal, în simplitate și cu dragoste față de cele sfinte.
Fiind atras de viața monahală datorită câtorva părinți monahi de la Mănăstirea Cucova (din comuna Valea Seacă, județul Bacău), pe care i-a cunoscut încă din copilărie, în anul 1990, pe când avea doar 16 ani, le-a spus părinților că pleacă ca frate la Mănăstirea de stil vechi din satul Cucova, unde păstorea ca stareț arhimandritul Pahomie Morar.
Referindu-se la calea pe care a urmat-o încă din copilărie, Antonie Tătaru afirmă într-un interviu din ianuarie 2006 următoarele:
„Doar Dumnezeu cunoaște faptele noastre. El ne arată întotdeauna calea pe care trebuie s-o urmăm de bună voie. Eu de mic copil am știut care îmi va fi drumul în viață. Mi-am îndreptat pașii spre așezământul monahal de la Cucova și acum, după 15 ani de viață închinată lui Hristos și oamenilor, simt că am foarte multe de făcut. Nu pot să spun în totalitate că tânărul Vasile Tătaru din Secuieni a murit. Mă încearcă nostalgia copilăriei, dar împlinirea vine gândindu-mă doar la faptul că fac bine celui de lânga mine .”—Antonie Tătaru
În anul 1994, după patru ani de la intrarea în viața monahală, ascultând de îndemnul monahilor virtuoși ai mănăstirii efectuează serviciul militar. Reîntors în mănăstire imediat după satisfacerea stagiului militar, este tuns în monahism în data de 25 iunie 1995 de către PS Pahomie Morar, starețul de atunci al Mănăstirii Cucova, renunțând la numele de botez de Vasile în favoarea celui primit la călugărie de Antonie, conform rânduielilor monahale.
După șase luni de la tunderea în monahism, la data de 11 decembrie 1995, este hirotonit ierodiacon, iar după încă patru ani (la 22 februarie 1999) este hirotonit și ca ieromonah. Începând din anul 2001, a fost desemnat în funcția de ajutor de stareț al Mănăstirii Sfânta Treime din Cucova. A fost hirtotesit ulterior ca protosinghel și arhimandrit pe seama aceleiași mînăstiri.
La data de 1 octombrie 2004, fiind în vârstă de numai 30 de ani, pentru merite deosebite, dar mai ales pentru înalta viață monahală pe care acesta o ducea, arhimandritul Antonie Tătaru este sfințit arhiereu de către Sfântul Sinod al Bisericii Ortodoxe de Stil Vechi din România sub oblăduirea IPS Vlasie Mogârzan și numit episcop-vicar cu apelativul de PS Antonie Ploieșteanul.
Și după hirotonirea sa întru arhiereu, PS Antonie continuă să viețuiască la Mănăstirea Cucova și muncește, alături de ceilalți frați sau monahi, atât la treburile agricole, cât și în atelierul de sculptură. El este cel care a sculptat catapeteasma bisericii din mănăstire.
Referindu-se la păstrarea calendarului iulian, PS Antonie afirmă că: "stilul vechi este cel corect. El a fost păstrat de toată partea estică a Europei, de greci, de creștinii ortodocși din Ierusalim. Poate nu este cazul să amintesc că dintre toți ortodocșii europeni, românii au fost cei mai numeroși care au trecut de la calendarul iulian la cel gregorian. Dar, indiferent de stil, de credință, de culoarea pielii sau de forma ochilor, oamenii rămân oameni" .
De asemenea, PS Antonie consideră că necredința este astăzi cel mai mare pericol care amenință umanitatea, îndemându-i pe toți credincioșii să nu-și piardă încrederea în Dumnezeu, indiferent de vremuri sau ocârmuiri. "Trebuie să fim pregătiți pentru vremurile grele care vor veni. Noi trăim acum aceste vremuri tulburi, dar numai cine are ochii minții deschiși și treji le poate vedea, le poate simți. Oamenii se omoară între ei în tot felul de războaie, familiile nu se mai înțeleg, frații se dușmănesc, iar copiii își bat joc de părinți. (...) Înainte era prigoana din partea comuniștilor, dar oamenii aveau credință. Tocmai necredința îi duce pe semenii noștri la pierzanie, și exemplele le regăsim peste tot locul. De aceea, Biserica trebuie să-și regăsească locul, iar păstorii de suflete să gasească calea cea mai sigură. De multe ori, drumul nu este asfaltat, nici chiar pietruit, dar cine îl caută cu adevărat nu dă greș niciodată" , mărturisește tânărul episcop.